# غبار ون استاکم
غبار ون استاکم (به انگلیسی: van Stockum dust) در نسبیت عام، یک پاسخ کامل برای معادلات میدان اینشتین است که در آن میدان گرانشی توسط چرخش غبار به دور یک محور تقارن استوانه ای ایجاد می‌شود. از آنجا که چگالی غبار با فاصله از محور افزایش می یابد، این پاسخ نسبتاً مصنوعی است، اما به عنوان یکی از ساده‌ترین پاسخهای پیدا شده در نسبیت عام، به عنوان مثال آموزشی دارای اهمیت است.
نام این پاسخ برگرفته از نام ویلم ژاکوب ون استاکم است که این پاسخ را در سال  ۱۹۳۷ کشف مجدد نمود. این پاسخ قبلاً نیز توسط کورنلیوس لانکزوس در سال ۱۹۲۴ کشف شده بود.